# 李国新
李国新，中华人民共和国政治人物、外交官。

## 生平
1985年，接替陶大钊，担任中华人民共和国驻哥伦比亚大使。1988年，接替沈允熬，担任中华人民共和国驻阿根廷大使。1992年，由汤永贵接任。1996年，接替原焘，担任中华人民共和国驻巴西大使。